# كارلو ميراندا
كارلو ميراندا (بالإيطالية: Carlo Miranda)‏ هو رياضياتي إيطالي، ولد في 15 أغسطس 1912 في نابولي في إيطاليا، وتوفي بنفس المكان في 28 مايو 1982.